# Sindaci di Chemnitz
Di seguito l'elenco cronologico dei sindaci di Chemnitz (Karl-Marx-Stadt dal 1953 al 1990) e delle altre figure apicali equivalenti che si sono succedute nel corso della storia.

## Impero tedesco (1871-1918)
| Sindaci (Bürgermeister) eletti dal Consiglio comunale (1871-1874)     | Sindaci (Bürgermeister) eletti dal Consiglio comunale (1871-1874) | Sindaci (Bürgermeister) eletti dal Consiglio comunale (1871-1874) | Sindaci (Bürgermeister) eletti dal Consiglio comunale (1871-1874) | Sindaci (Bürgermeister) eletti dal Consiglio comunale (1871-1874) |
| Nominativo                                                            | Partito                                                           | Partito                                                           | Mandato                                                           | Mandato                                                           |
| Nominativo                                                            | Partito                                                           | Partito                                                           | Inizio                                                            | Fine                                                              |
| --------------------------------------------------------------------- | ----------------------------------------------------------------- | ----------------------------------------------------------------- | ----------------------------------------------------------------- | ----------------------------------------------------------------- |
| Johannes Friedrich Müller                                             | ?                                                                 | ?                                                                 | 1871                                                              | 1874                                                              |
| Sindaci (Oberbürgermeister) eletti dal Consiglio comunale (1874-1918) |                                                                   |                                                                   |                                                                   |                                                                   |
| Nominativo                                                            | Partito                                                           | Partito                                                           | Mandato                                                           | Mandato                                                           |
| Nominativo                                                            | Partito                                                           | Partito                                                           | Inizio                                                            | Fine                                                              |
| Wilhelm André                                                         | ?                                                                 | ?                                                                 | 1874                                                              | 1896                                                              |
| Heinrich Gustav Beck                                                  | ?                                                                 | ?                                                                 | 1896                                                              | 1908                                                              |
| Heinrich Sturm                                                        | ?                                                                 | ?                                                                 | 1908                                                              | 1917                                                              |

## Repubblica di Weimar (1918-1933)
| Sindaci (Oberbürgermeister) eletti dal Consiglio comunale (1918-1933) | Sindaci (Oberbürgermeister) eletti dal Consiglio comunale (1918-1933) | Sindaci (Oberbürgermeister) eletti dal Consiglio comunale (1918-1933) | Sindaci (Oberbürgermeister) eletti dal Consiglio comunale (1918-1933) | Sindaci (Oberbürgermeister) eletti dal Consiglio comunale (1918-1933) |
| Nominativo                                                            | Partito                                                               | Partito                                                               | Mandato                                                               | Mandato                                                               |
| Nominativo                                                            | Partito                                                               | Partito                                                               | Inizio                                                                | Fine                                                                  |
| --------------------------------------------------------------------- | --------------------------------------------------------------------- | --------------------------------------------------------------------- | --------------------------------------------------------------------- | --------------------------------------------------------------------- |
| Johannes Hübschmann                                                   |                                                                       | Partito Popolare Tedesco                                              | 1917                                                                  | 1930                                                                  |
| Walter Arlart                                                         | ?                                                                     | ?                                                                     | 1930                                                                  | 1933                                                                  |

## Germania nazista (1933-1945)
| Sindaci (Oberbürgermeister) nominati dal governo (1933-1945) | Sindaci (Oberbürgermeister) nominati dal governo (1933-1945) | Sindaci (Oberbürgermeister) nominati dal governo (1933-1945) | Sindaci (Oberbürgermeister) nominati dal governo (1933-1945) | Sindaci (Oberbürgermeister) nominati dal governo (1933-1945) |
| Nominativo                                                   | Partito                                                      | Partito                                                      | Mandato                                                      | Mandato                                                      |
| Nominativo                                                   | Partito                                                      | Partito                                                      | Inizio                                                       | Fine                                                         |
| ------------------------------------------------------------ | ------------------------------------------------------------ | ------------------------------------------------------------ | ------------------------------------------------------------ | ------------------------------------------------------------ |
| Otto Härtwig (Facente funzione)                              | ?                                                            | ?                                                            | 1933                                                         | 1936                                                         |
| Walter Schmidt                                               |                                                              | Partito Nazionalsocialista Tedesco dei Lavoratori            | 1936                                                         | 1945                                                         |

## Zona di occupazione sovietica/Repubblica Democratica Tedesca (1945-1990)
| Sindaci (Oberbürgermeister) eletti dal Consiglio cittadino (1945-1990) | Sindaci (Oberbürgermeister) eletti dal Consiglio cittadino (1945-1990) | Sindaci (Oberbürgermeister) eletti dal Consiglio cittadino (1945-1990) | Sindaci (Oberbürgermeister) eletti dal Consiglio cittadino (1945-1990) | Sindaci (Oberbürgermeister) eletti dal Consiglio cittadino (1945-1990) |
| Nominativo                                                             | Partito                                                                | Partito                                                                | Mandato                                                                | Mandato                                                                |
| Nominativo                                                             | Partito                                                                | Partito                                                                | Inizio                                                                 | Fine                                                                   |
| ---------------------------------------------------------------------- | ---------------------------------------------------------------------- | ---------------------------------------------------------------------- | ---------------------------------------------------------------------- | ---------------------------------------------------------------------- |
| Ernst Ring                                                             | –                                                                      | –                                                                      | 8 maggio 1945                                                          | 15 maggio 1945                                                         |
| Fritz Gleibe                                                           | –                                                                      | –                                                                      | 15 maggio 1945                                                         | 1 giugno 1945                                                          |
| Heinrich Engelke (Facente funzione)                                    | –                                                                      | –                                                                      | 1 giugno 1945                                                          | 10 luglio 1945                                                         |
| Kurt Wuthenau                                                          | –                                                                      | –                                                                      | 10 luglio 1945                                                         | 29 ottobre 1945                                                        |
| Max Müller                                                             |                                                                        | Partito Socialista Unificato di Germania                               | 29 ottobre 1945                                                        | 1952                                                                   |
| Kurt Berthel                                                           |                                                                        | Partito Socialista Unificato di Germania                               | 1952                                                                   | 1960                                                                   |
| Fritz Scheller                                                         |                                                                        | Partito Socialista Unificato di Germania                               | 1960                                                                   | 1961                                                                   |
| Kurt Müller                                                            |                                                                        | Partito Socialista Unificato di Germania                               | 1961                                                                   | 1986                                                                   |
| Eberhard Langer                                                        |                                                                        | Partito Socialista Unificato di Germania                               | 1986                                                                   | 1990                                                                   |

## Repubblica Federale di Germania (dal 1990)
| Sindaci (Oberbürgermeister) eletti dal Consiglio cittadino (1990-1994)   | Sindaci (Oberbürgermeister) eletti dal Consiglio cittadino (1990-1994) | Sindaci (Oberbürgermeister) eletti dal Consiglio cittadino (1990-1994) | Sindaci (Oberbürgermeister) eletti dal Consiglio cittadino (1990-1994) | Sindaci (Oberbürgermeister) eletti dal Consiglio cittadino (1990-1994) | Sindaci (Oberbürgermeister) eletti dal Consiglio cittadino (1990-1994) | Sindaci (Oberbürgermeister) eletti dal Consiglio cittadino (1990-1994) |
| Nominativo                                                               | Nominativo                                                             | Partito                                                                | Partito                                                                | Mandato                                                                | Mandato                                                                | Elezione                                                               |
| Nominativo                                                               | Nominativo                                                             | Partito                                                                | Partito                                                                | Inizio                                                                 | Fine                                                                   | Elezione                                                               |
| ------------------------------------------------------------------------ | ---------------------------------------------------------------------- | ---------------------------------------------------------------------- | ---------------------------------------------------------------------- | ---------------------------------------------------------------------- | ---------------------------------------------------------------------- | ---------------------------------------------------------------------- |
|                                                                          | Dieter Noll                                                            |                                                                        | Unione Cristiano-Democratica di Germania                               | maggio 1990                                                            | 1991                                                                   | Elezione 1990                                                          |
|                                                                          | Joachim Pilz                                                           |                                                                        | Unione Cristiano-Democratica di Germania                               | 1991                                                                   | 1993                                                                   | Elezione 1990                                                          |
|                                                                          | Peter Seifert                                                          |                                                                        | Partito Socialdemocratico di Germania                                  | 1993                                                                   | 1994                                                                   | Elezione 1990                                                          |
| Sindaci (Oberbürgermeister) eletti direttamente dai cittadini (dal 1994) |                                                                        |                                                                        |                                                                        |                                                                        |                                                                        |                                                                        |
| Nominativo                                                               | Nominativo                                                             | Partito                                                                | Partito                                                                | Mandato                                                                | Mandato                                                                | Elezione                                                               |
| Nominativo                                                               | Nominativo                                                             | Partito                                                                | Partito                                                                | Inizio                                                                 | Fine                                                                   | Elezione                                                               |
|                                                                          | Peter Seifert                                                          |                                                                        | Partito Socialdemocratico di Germania                                  | 1994                                                                   | 2001                                                                   | Elezione 1994                                                          |
| 2001                                                                     | Peter Seifert                                                          | 1 agosto 2006                                                          | Partito Socialdemocratico di Germania                                  | Elezione 2001                                                          |                                                                        |                                                                        |
|                                                                          | Barbara Ludwig (facente funzioni)                                      |                                                                        | Partito Socialdemocratico di Germania                                  | 13 settembre 2006                                                      | 8 giugno 2007                                                          | Elezione 2006                                                          |
| Barbara Ludwig                                                           | 8 giugno 2007                                                          | 3 luglio 2013                                                          | Partito Socialdemocratico di Germania                                  |                                                                        |                                                                        | Elezione 2006                                                          |
| Barbara Ludwig                                                           | 3 luglio 2013                                                          | 31 ottobre 2020                                                        | Partito Socialdemocratico di Germania                                  | Elezione 2013                                                          |                                                                        |                                                                        |
|                                                                          | Miko Runkel (facente funzioni)                                         |                                                                        | Die Linke                                                              | Elezione 2013                                                          | 31 ottobre 2020                                                        | 25 novembre 2020                                                       |
|                                                                          | Sven Schulze                                                           |                                                                        | Partito Socialdemocratico di Germania                                  | 25 novembre 2020                                                       | in carica                                                              | Elezione 2020                                                          |